# Hannah Montana 2: Meet Miley Cyrus
Hannah Montana 2: Meet Miley Cyrus è un doppio album in studio della cantante statunitense Miley Cyrus, pubblicato il 25 ottobre 2007 dalle etichette discografiche Hollywood Records e Walt Disney Records. 
Il primo disco, Hannah Montana 2, è formato dalla colonna sonora della seconda stagione della serie televisiva Hannah Montana mentre il secondo, Meet Miley Cyrus, viene accreditato come primo album in studio pubblicato dall'interprete con il suo nome d'arte di Miley Cyrus.

## Promozione
Nobody's Perfect, canzone già presente nell'edizione speciale della colonna sonora della prima stagione, è il primo singolo estratto, pubblicato il 15 maggio 2007 per il download digitale. La canzone ha raggiunto la 27ª posizione della classifica americana. Come secondo singolo è stato pubblicato Make Some Noise, che ha raggiunto la 92ª posizione della medesima classifica. Rock Star, True Friend e One in a Million, sebbene non siano state rilasciate come singoli, sono entrate nella classifica americana, rispettivamente alle posizioni 81, 99 e 112. Life's What You Make It, invece, ha raggiunto la 25ª posizione, diventando la canzone col posizionamento più alto nella classifica del franchise (superata successivamente da He Could Be the One, che ha raggiunto la 10ª posizione).
See You Again è invece il primo singolo da Meet Miley Cyrus, pubblicato il 29 dicembre 2007. La canzone ha raggiunto la top 10 in Australia, Canada e Stati Uniti e top 20 in Irlanda, Norvegia e Regno Unito. Il secondo singolo, Start All Over, ha avuto meno successo, raggiungendo solo la 68ª posizione negli Stati Uniti. G.N.O. (Girl's Night Out) e I Miss You, sebbene non rilasciate come singoli, hanno raggiunto rispettivamente le posizioni 91 e 109 sempre nella classifica americana.

## Tracce
CD 1 - Hannah Montana
1. We Got The Party (feat. Jonas Brothers) – 3:36
2. Nobody's Perfect – 3:20
3. Make Some Noise – 4:47
4. Rock Star – 2:58
5. Old Blue Jeans – 3:22
6. Life's What You Make It – 3:11
7. One In A Milion – 3:55
8. Bigger Than Us – 2:57
9. You and Me Together – 3:48
10. True Friend – 3:11

CD 2 - Miley Cyrus
1. See You Again – 3:10
2. East Northumberland High – 3:24
3. Let's Dance – 3:03
4. G.N.O. (Girl's Night Out) – 3:38
5. Right Here – 2:44
6. As I Am – 3:45
7. Start All Over – 3:27
8. Clear – 3:03
9. Good and Broken – 2:56
10. I Miss You – 3:58

### Episodi contenenti i brani della tracklist
| Titolo                  | Episodio                                     | Episodio                      |
| ----------------------- | -------------------------------------------- | ----------------------------- |
| We Got the Party        | Me and Mr. Jonas and Mr. Jonas and Mr. Jonas | Arrivano i Jonas Brothers!    |
| Nobody's Perfect        | Get Down Study-udy-udy                       | Cantando s'impara             |
| Make Some Noise         | Me and Rico Down by the School Yard          | Conosco il tuo segreto        |
| Rock Star               | Uncle Earl                                   | Zio Earl                      |
| Old Blue Jeans          | When You Wish You Were The Star              | È questa la vita che volevi?  |
| Life's What You Make It | I Am Hannah, Hear Me Croak                   | Che è successo alla mia voce? |
| One In A Million        | You Are So Sue-Able To Me                    | Cambiare è meglio?            |
| Bigger Than Us          | Sleepwalk This Way                           | Devo dirti la verità          |
| You & Me Together       | I Am Hannah, Hear Me Croak                   | Che è successo alla mia voce? |
| True Friend             | Cuffs Will Keep Us Together                  | Un'amicizia d'acciaio         |

### Riferimenti agli episodi della serie
- In un episodio filmato l'ultima settimana di maggio chiamato "Me & Mr. Jonas," Robby ha scritto la canzone "We Got the Party (With Us)" per i Jonas Brothers. L'episodio ha come protagonisti Hannah e i Jonas Bros, che cantano la canzone insieme.
- Nell'episodio "Cuffs Will Keep Us Together," Hannah/Miley dice che "True Friend" è dedicata a Lilly.
- Nell'episodio "You Are So Sue-Able to Me", quando Jackson entra in scena con tutti i telefoni cellulari, in sottofondo si sente la canzone "One In a Million" di Hannah/Miley.

## Successo commerciale
Hannah Montana 2: Meet Miley Cyrus ha debuttato alla vetta della classifica americana, con 326 000 copie, diventando il primo album col vero nome della cantante e il secondo come Hannan Montana a raggiungere la vetta della classifica. L'album ha raggiunto la top 10 anche in Canada, Norvegia e Nuova Zelanda top 20 in Austria, Messico e Portogallo.

## Classifiche

### Classifiche settimanali
| Classifiche (2007-08) | Posizione massima |
| --------------------- | ----------------- |
| Australia             | 29                |
| Austria               | 17                |
| Canada                | 3                 |
| Danimarca             | 23                |
| Francia               | 178               |
| Germania              | 35                |
| Messico               | 18                |
| Norvegia              | 8                 |
| Nuova Zelanda         | 6                 |
| Portogallo            | 12                |
| Spagna                | 46                |
| Stati Uniti           | 1                 |
| Svezia                | 50                |
| Svizzera              | 69                |

### Classifiche di fine anno
| Classifica (2007) | Posizione |
| ----------------- | --------- |
| Australia         | 77        |
| Stati Uniti       | 16        |
| Classifica (2008) | Posizione |
| Australia         | 87        |
| Canada            | 14        |
| Nuova Zelanda     | 39        |
| Stati Uniti       | 11        |

### Classifiche di tutti i tempi
| Classifica (1963-2021) | Posizione |
| ---------------------- | --------- |
| Stati Uniti            | 71        |